# 菲利普·桑兹
菲利普·桑兹（1960年10月17日—）是一位英国和法国双重国籍的作家和律师，伦敦大学学院教授，国际法专家，主要作品有《东西街：灭绝种族罪和危害人类罪的起源》（East West Street: On the Origins of Genocide and Crimes against Humanity）等。